# Masse solaire par an
La masse solaire par an est une unité dérivée du système astronomique d'unités utilisée en particulier en astronomie et en astrophysique pour mesurer entre autres des taux d'accrétion, des taux d'émission (vents stellaires par exemple), de production (taux de formation stellaire).
Elle correspond, comme son nom l'indique, à une variation de masse d'une masse solaire en une année de façon normalisée, une année julienne, soit 365,25 jours de chacun 86 400 secondes du Système international d'unités.